# Universo Inverso
Albums de Kiko Loureiro
No Gravity
(2005) Fullblast
(2009)
Universo Inverso est le deuxième album solo de Kiko Loureiro, guitariste du groupe brésilien de heavy metal Angra. Contrairement à l'album précédent, il s'agit là d'un pur album de jazz-rock.

## Liste des morceaux
1. "Feijão de Corda" – 5:34
2. "Ojos Verdes" – 5:28
3. "Havana" – 6:26
4. "Anastácia" – 6:18
5. "Monday Mourning" – 4:22
6. "Arcos da Lapa" – 4:19
7. "Samba da Elisa" – 4:39
8. "Camino a Casa" – 5:21
9. "Realidade Paralela" – 5:44
10. "Recuerdos" – 4:41
11. "Morceau caché" – 2:41

## Formation
- Kiko Loureiro (guitare)
- Cuca Teixeira – batterie
- Carlinhos Noronha - basse
- Yaniel Matos - piano